# 特里格維·奧拉夫松
特里格維·奧拉夫松（挪威語：Tryggve Olavsson；？－約963年），挪威第一位國王金发哈拉尔的孫子，维肯（維高麥、蘭里克）國王。
特里格維·奧拉夫松的父親是金髮哈拉爾之子奧拉夫·哈拉爾松。特里格維的妻子名為阿斯特里德（Astrid），兩人有1子1女：
1. 奧拉夫·特里格維松，日後的挪威國王（即奧拉夫一世）
2. 英格堡·特里格維斯多塔（英语：Ingeborg Tryggvasdotter），瑞典伯爵拉格瓦爾德·烏爾夫松（英语：Ragnvald Ulfsson）的妻子